# Johnstown (town, New York)
Pour les articles homonymes, voir Johnstown.
Ne doit pas être confondu avec Johnstown (New York).
Johnstown est une ville située dans le comté de Fulton, dans l'État de New York, aux États-Unis,. En 2010, elle comptait une population de 7 098 habitants.

## Démographie
Lors du recensement de 2010, la ville comptait une population de 7 098 habitants. Elle est estimée, en 2014, à 7 233 habitants.